# Mike Gutmann
Mike Gutmann, né le 28 avril 1962 à Genève, est un coureur cycliste suisse. Il devient professionnel en 1982 et le reste jusqu'en 1987.
Il a participé au Tour de France 1982. Il a été un coéquipier de Bernard Hinault en 1984 au sein de l'équipe La Vie Claire.

## Palmarès
- 1981
  - Tour de la Guadeloupe
- 1982
  - Biel-Bienne-Magglingen
  - 2e du Grand Prix de Lausanne
- 1983
  - Sierre-Loye
  - 2e du Grand Prix de Lausanne
  - 3e du Tour du canton de Genève
- 1984
  - 9e du Tour de l'Avenir
  - 10e du Tour de Romandie
- 1985
  - Grand Prix de Lausanne
  - 3e de Martigny-Mauvoisin

## Résultats sur les grands tours

### Tour de France
1 participation
- 1982 : 79e

### Tour d'Italie
1 participation
- 1985 : 59e